# Schnelleinsatzgruppe Rettungsdienst
Eine Schnelleinsatzgruppe Rettungsdienst (SEG-RD) bezeichnet eine Fachrichtung einer Schnelleinsatzgruppe, die bei Großschadensereignissen den hauptamtlichen Rettungsdienst unterstützt und erweitert.

## Aufgabenspektrum
Typische Aufgaben einer Schnelleinsatzgruppe Rettung sind:
- Besetzen von freien Rettungsmitteln,
- Versorgung und Betreuung von Verletzten,
- Unterstützung von Rettungsdienst und anderen Hilfsorganisationen,
- Bereitstellung von Material und Technik,
- Transport von Verletzten und/oder Betroffenen,
- Durchführung von Sanitätseinsätzen bei Großveranstaltungen.

## Qualifikation der Helfer
Oftmals handelt es sich um dienstfreie Angestellte des Rettungsdienstes. Teilweise gibt es aber auch ehrenamtliche Schnelleinsatzgruppen Rettungsdienst, deren Helfer sich zum Rettungshelfer, Rettungssanitäter, Rettungsassistent oder Notfallsanitäter ausbilden lassen.

## Kapazität und Technik
Die Kapazität einer Schnelleinsatzgruppe Rettung variiert. Eine Schnelleinsatzgruppe Rettungsdienst kann freie Rettungsmittel des Rettungsdienstes besetzten und ist dann vergleichbar mit einer Unterstützungsgruppe Rettungsdienst in Bayern. Häufig verfügt eine solche SEG aber über eigene Rettungswagen und andere Krankenkraftwagen.